# بلیزانوو
بلیزانوو (به لهستانی:  Blizanów) یک روستا در لهستان است که در گمینا بلیزانوو واقع شده‌است.